# Ла-Фар-ан-Шансор
Ла-Фар-ан-Шансо́р (фр. La Fare-en-Champsaur, окс. La Fara de Champsaur) — коммуна во Франции, находится в регионе Прованс — Альпы — Лазурный Берег. Департамент коммуны — Верхние Альпы. Входит в состав кантона Сен-Бонне-ан-Шансор. Округ коммуны — Гап.
Код INSEE коммуны — 05054.

## Население
Население коммуны на 2008 год составляло 418 человек.
| 1962 | 1968 | 1975 | 1982 | 1990 | 1999 | 2008 |
| ---- | ---- | ---- | ---- | ---- | ---- | ---- |
| 347  | 354  | 397  | 409  | 422  | 413  | 418  |

## Экономика
В 2007 году среди 210 человек в трудоспособном возрасте (15—64 лет) 155 были экономически активными, 55 — неактивными (показатель активности — 73,8 %, в 1999 году было 75,3 %). Из 155 активных работали 138 человек (76 мужчин и 62 женщины), безработных было 17 (6 мужчин и 11 женщин). Среди 55 неактивных 11 человек были учениками или студентами, 26 — пенсионерами, 18 были неактивными по другим причинам.

## Фотогалерея
- Мэрия
- Памятник Наполеону I
- Канал Пон-дю-Фоссе
- Въезд в Ла-Фар-ан-Шансор